# Кастер (округ, Небраска)
Кастер (англ. Custer County) — округ в штате Небраска, США. Административный центр округа — город Брокен-Боу. По данным переписи за 2010 год число жителей округа составляло 10 939 человек .
В системе автомобильных номеров Небраски округ Кастер имеет префикс 4.
Округ был создан в 1977 году. Он был назван в честь генерала Джорджа Кастера.

## Население
| Год переписи | Нас.  |  | %±     |
| ------------ | ----- |  | ------ |
| 1880         | 2211  |  | —      |
| 1890         | 21677 |  | 880,4% |
| 1900         | 19758 |  | −8,9%  |
| 1910         | 25668 |  | 29,9%  |
| 1920         | 26407 |  | 2,9%   |
| 1930         | 26189 |  | −0,8%  |
| 1940         | 22591 |  | −13,7% |
| 1950         | 19170 |  | −15,1% |
| 1960         | 16517 |  | −13,8% |
| 1970         | 14092 |  | −14,7% |
| 1980         | 13877 |  | −1,5%  |
| 1990         | 12270 |  | −11,6% |
| 2000         | 11793 |  | −3,9%  |
| 2010         | 10939 |  | −7,2%  |
| 2016         | 10807 |  | −1,2%  |

В 2010 году на территории округа проживало 10 939 человек (из них 49,6 % мужчин и 50,4 % женщин), насчитывалось 4714 домашних хозяйства и 3075 семей. Расовый состав: белые — 97,5 %, афроамериканцы — 0,3 %, коренные американцы — 0,3 % и представители двух и более рас — 1,0 %. 2,0 % населения были латиноамериканцами.
Население округа по возрастному диапазону по данным переписи 2010 года распределилось следующим образом: 23,6 % — жители младше 18 лет, 2,5 % — между 18 и 21 годами, 53,0 % — от 21 до 65 лет и 20,9 % — в возрасте 65 лет и старше. Средний возраст населения — 45,4 лет. На каждые 100 женщин в Кастере приходилось 98,5 мужчин, при этом на 100 совершеннолетних женщин приходилось уже 96,4 мужчин сопоставимого возраста.
Из 4717 домашних хозяйств 65,2 % представляли собой семьи: 55,0 % совместно проживающих супружеских пар (19,4 % с детьми младше 18 лет); 6,7 % — женщины, проживающие без мужей и 3,5 % — мужчины, проживающие без жён. 34,8 % не имели семьи. В среднем домашнее хозяйство ведут 2,29 человека, а средний размер семьи — 2,86 человека. В одиночестве проживали 31,2 % населения, 15,6 % составляли одинокие пожилые люди (старше 65 лет).

## Экономика
В 2015 году из 8610 трудоспособных жителей старше 16 лет имели работу 5629 человек. В 2014 году медианный доход на семью оценивался в 58 619 $, на домашнее хозяйство — в 47 083 $. Доход на душу населения — 29 986 $. 7,2 % от всего числа семей в Кастере и 10,9 % от всей численности населения находилось на момент переписи за чертой бедности.